# 淳于嘉
淳于嘉（?—?），濟南郡（今山東省濟南市）人，东汉时期的大臣。
淳于嘉任光祿大夫。漢獻帝初平元年（191年）七月，司空种拂和太尉趙謙免職，淳于嘉被任命为司空，太常马日磾被任命为太尉。初平三年（192年）四月，太師董卓被司徒王允殺死。六月，李傕殺王允，以赵谦为司徒。九月，淳于嘉代赵谦为司徒、录尚书事，参与朝政。之後提出让司徒位于士孙瑞。兴平元年（194年）十二月，淳于嘉因長期生病而被免職，趙溫接替。